# Про живу воду
Про живу воду (слов. O živej vode; нім. Das Wasser des Lebens; англ. Of Living Water) — словацько-німецька кіноказка 1987 року за мотивами казок Павола Добшинського та братів Грімм.

## Сюжет
Казка розповідає про жорстокого короля, який раптово старішає. Троє його синів вирушають на пошуки чудодійного джерела живої води.

## Інше
Фільм знімався у містах Гаррахов, Адршпах, Гельфштин, Виґляш, Закупи, Уштек, Наход, Братислава, Загорська Бистриця, Лакшарська Нова Вес, а також на Плешівецькій рівнині.